# Nitrat de coure(II)
El nitrat de coure(II), Cu(NO₃)₂, és un compost inorgànic que forma un sòlid cristal·lí blau. El nitrat de coure anhidre forma cristalls de color blau fosc i sublima al buit a 150-200 °C. També es presenta en cinc hidrats diferents, els més comuns són el trihidrat i l'hexahidrat.

## Síntesi i reaccions

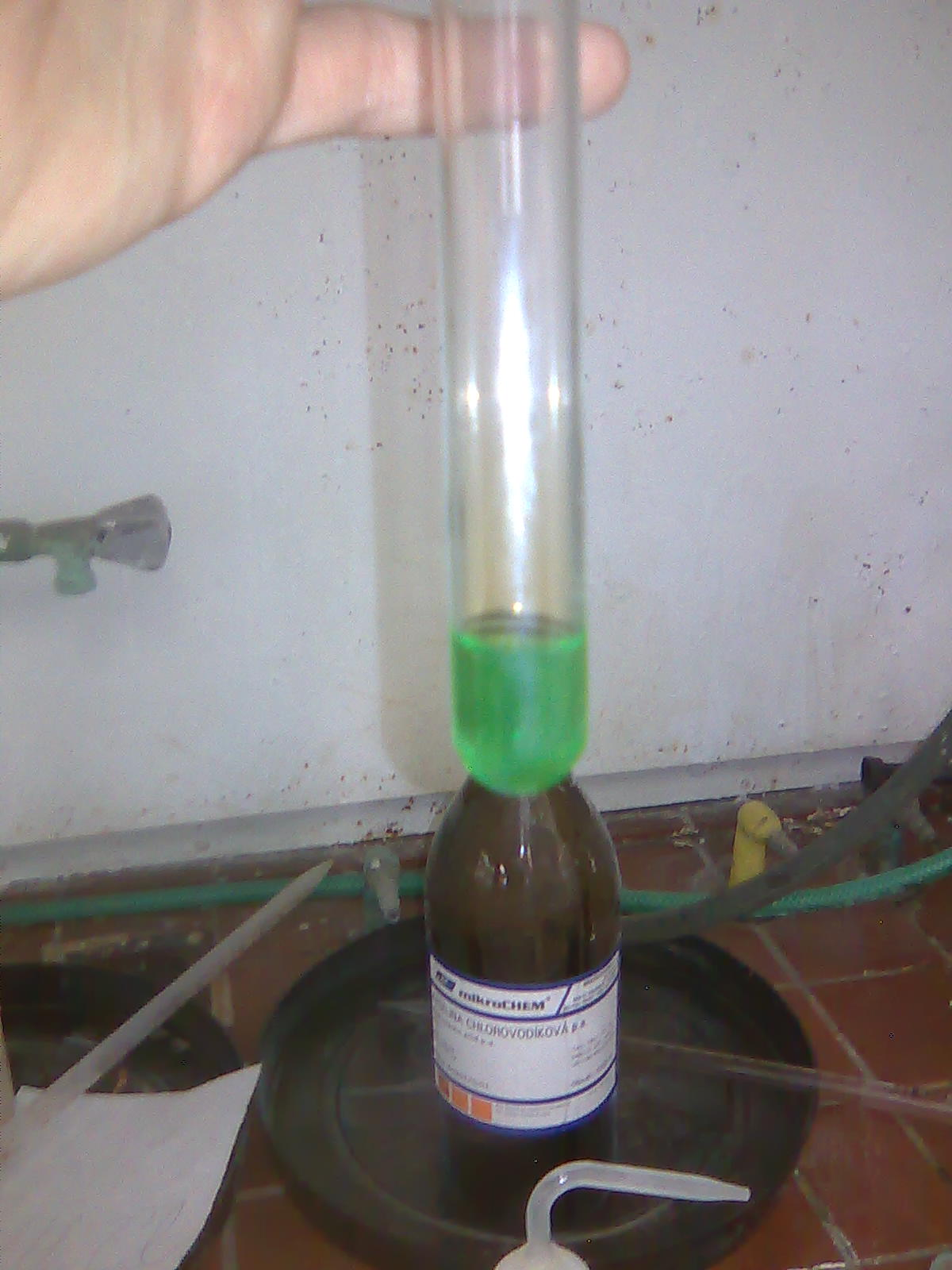
Solució aquosa de nitrat de coure(II).

El nitrat de coure hidratat es pot preparar per hidratació del material anhidre o tractant el coure metall en una solució aquosa de nitrat d'argent o àcid nítric concentrat:
Cu + 4 HNO₃ → Cu(NO₃)₂ + 2 H₂O + 2 NO₂
El Cu(NO₃)₂ anhidre es forma quan el metall coure es tracta amb N₂O₄:
Cu + 2 N₂O₄ → Cu(NO₃)₂ + 2 NO
Aprofitant la seva reactivitat, el nitrat de coure(II) es pot usar per generar àcid nítric. L'equació de la reacció és la següent:
2 Cu(NO₃)₂ → 2 CuO + 4 NO₂ + O₂
3NO₂ + H₂O → 2HNO₃ + NO

## Aplicacions
El nitrat de coure(II) té moltes aplicacions, una de les principals és la conversió a òxid de coure (II), el qual es fa servir com catalitzador en molts processos de química orgànica. Les seves solucions es fan servir en tèxtils i agents polidors per altres metalls. També es troba en alguns productes de pirotècnia. Sovint es fa servir en els laboratoris escolars per demostrar les reaccions químiques en les piles voltaiques.

### Síntesi orgànica
El nitrat de coure combinat amb anhídrid acètic, és un reactiu efectiu per la nitració de compostos aromàtics sota les anomenades "condicions Menke".

## Presentació a la natura
No es coneix cap mineral amb la fórmula Cu(NO₃)₂. la likasita és l'únic hidrat de nitrat de coure conegut, Cu₃(NO₃)(OH)₅.2H₂O 